# Mary Luz Pérez
Mary Luz Pérez (Chaguaramas, Estado Guárico; 15 de marzo de 1968) es una política y docente venezolana. Es la cuarta alcaldesa del municipio Chaguaramas. Luego de acompañar muy de cerca a su predecesor y de respaldarlo políticamente, Pérez se convierte en su adversaria  política, obtiene el triunfo en las elecciones de 2004.
Antes de ser alcaldesa, Mary Luz Pérez fue concejala. Desde esa función contribuyó a la creación de diversas ordenanzas y, junto a Emiladys Arnaldo Meneses, impulsó la creación del Sistema de Protección del Niño y del Adolescente en Chaguaramas, para convertirse en el primer municipio de Guárico que conformó dicho sistema.
Actualmente es concejala en el municipio Roscio en San Juan de los morros del estado Guárico.